# Museo Público de Milwaukee
El Museo Público de Milwaukee (MPM) es un museo de historia natural y humana situado en el centro de Milwaukee, Wisconsin. El museo fue fundado en 1882 y se abrió al público en 1884, es una organización sin ánimo de lucro operada por Milwaukee Public Museum, Inc. MPM tiene tres pisos de exhibiciones y el primer IMAX de Wisconsin.

## Exposiciones
El Museo Público de Milwaukee alberga exposiciones permanentes e itinerantes.

### Exposiciones permanentes

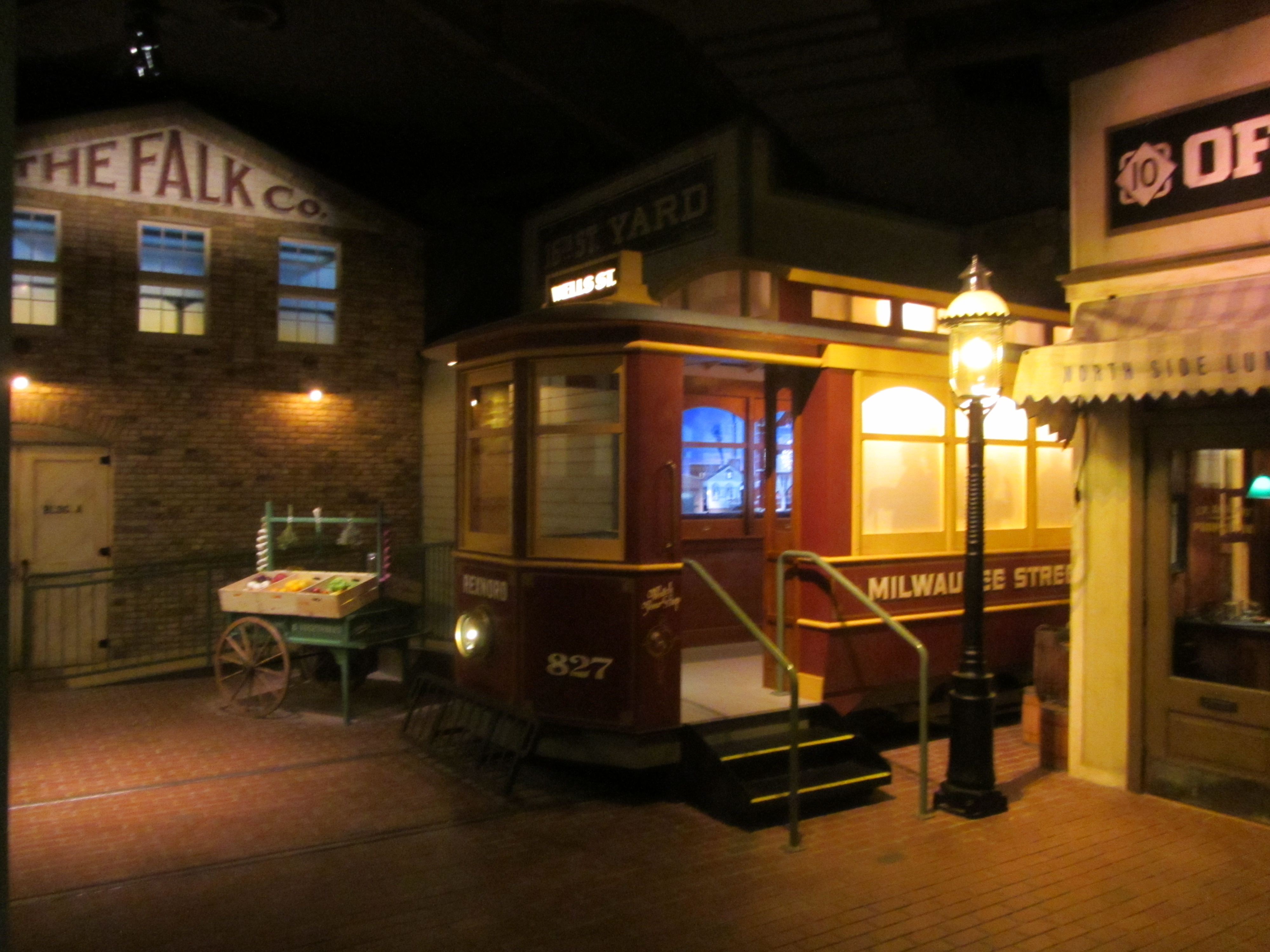
El nuevo "tranvía" la entrada a las Calles del casco Antiguo de Milwaukee

La primera gran exposición en el actual Museo fue "Calles del casco Antiguo de Milwaukee", que se inauguró en enero de 1965. Es una de las exhibiciones más populares del MPM, y se estima que varios millones de personas lo han visitado desde su creación.
En la actualidad, MPM tiene diecisiete de exposiciones permanentes:
- África representa, en cuatro dioramas, la sabana y su flora y fauna, un abrevadero, una caza del león Maasai y la vida silvestre en un bosque de bambú.
- El ártico es un conjunto de dioramas de los nativos del Ártico, tanto animal como humana.
- Asia incluye representaciones de un jardín japonés y un mercado en Delhi, India, así como las colecciones de arte de China y otras manifestaciones de Tailandia, Tíbet y Myanmar.
- ¡Bichos vivos! presenta especímenes vivos de trece especies de insectos, crustáceos, arácnidos, ciempiés y milpiés de África, Australia, América Central y Madagascar.
- Encrucijada de civilizaciones explora cómo las antiguas civilizaciones de Asia, Europa y África formaron un epicentro cultural y vinieron juntos para formar una encrucijada física e intelectual. Esta exposición se abrió el 15 de marzo de 2015, y es la primera exposición permanente que el MPM ha instalado en más de una década.
- Pueblo europeo es una recreación de casas y tiendas de treinta y tres culturas europeas que podrían haber aparecido a finales del siglo XIX y XX.
- La exploración de la vida en la Tierra se explica el proceso de la vida, muestra las representaciones de los diversos ambientes del pasado y del presente y permite al visitante la experiencia de los laboratorios y colecciones utilizadas por los científicos del museo.
- La vida en los Océanos es un gran diorama de la vida en el océano, en la que el visitante desciende a través de varios niveles de los océanos, desde las aguas poco profundas a las más profundas habitadas por diversas especies de peces luminosos. La exposición también cuenta con una colección de moluscos, conchas y los usos históricos de la vida marina.